# بريدي مو
بريدي مو (بالنرويجية البوكمول: Brede Moe)‏ هو لاعب كرة قدم نرويجي في مركز الدفاع، ولد في 15 ديسمبر 1991 في Flatanger Municipality ‏ في النرويج. شارك مع منتخب النرويج تحت 21 سنة لكرة القدم. أما مع النوادي، فقد لعب مع نادي بودو/غليمت ونادي روسنبورغ.

## وصلات خارجية
- بريدي مو على موقع اتحاد النرويج (النرويجية)
- بريدي مو على موقع قاعدة بيانات كرة القدم.إي يو (الإنجليزية)
- بريدي مو على موقع Soccerway.com (الإنجليزية)